# Can Planes (Cerdanyola del Vallès)
Can Planes és una masia situada a Cerdanyola del Vallès, al Vallès Occidental. Els orígens de la masia es remunten el 1.314 (segle XIV), any en què Pere Planes n'era propietari. Després la propietat passà a mans de la família Salvany i finalment la Margenat Tobella, descendents directes dels Salvany i Planes.
Es tracta d'una masia de pati tancat per altes parets de pedra i tàpia. El conjunt arquitectònic consta d'un mas principal i edificacions annexes com un celler, coberts i algun corral. Actualment és de propietat privada. La façana és la típica d'un mas del segle xv, té un portal d'entrada de punt rodó amb dovelles, finestrals amb muntants i llindes de pedra, teulada de dues aigües i barbacana. Originàriament la finca de can Planes ocupava 74 hectàrees de superfície, terrenys que pràcticament només estaven dedicats al cultiu de la vinya. El creixement urbanístic de la zona provocà el progressiu abandó de l'agricultura. Actualment però el celler s'ha recuperat per elaborar vins.
Entre els anys 70 i 90 del segle xx, un sector de la finca prèviament explotada com a argilera, fou reblert de residus de diversa tipologia, entre ells productes tòxics o inclús explosionables. Finalment l'any 1995 es clausurà l'abocador, després que s'hi aboquessin durant tots aquests anys uns 2,45 milions de metres cúbics de sòlids en una superfície aproximada de 18 hectàrees. Actualment l'abocador està en procés de restauració i descontaminació, després d'un llarg procés de lluites veïnals.